# Леголас
Леголас Трандуилов Зеленолист  (на английски: Legolas Thranduilion Greenleaf) е персонаж от романа „Властелинът на пръстените“ на Дж. Р. Р.Толкин. Леголас е елф от племето на синдарите.
Син на Краля на елфите Трандуил от Горското царство, принц на Мраколес, пратеник и опитен стрелец. Със своето остро зрение, чувствителен слух и майсторство в стрелбата с лък, Леголас е ценен член на Задругата на пръстена в пътешествието през Средната земя.
Известен е с това, че става добър приятел с джуджето Гимли, въпреки различията им.

## Биография

### Ранни години
Рождената дата и годините на Леголас са неизвестни, но елфът не може да бъде на повече от 3000 години, тъй като не участва в битката на Последния съюз на хора и елфи срещу Мрачният владетел Саурон.
Майката на Леголас е починала при битка близо до Еребор.

### Войната на Пръстена
През 3018 година от Третата епоха баща му го изпраща в Ломидол като вестоносец, за да съобщи за бягството на Ам-гъл (Смеагол) от Мраколес. На 25 октомври 3018 година в Ломидол той взема участие в Съвета свикан от Елронд Пулоелф, в който участват представители от Свободните народи на Средната Земя – елфи, хора и джуджета.
Съветът решава, че единственият начин за победа над Саурон и силите му и съответно спасение на Средната Земя, е унищожаването на Единствения пръстен. Когато Съветът избира „Девет Спътници“, за да се изправят срещу злото на „Деветте Конници“, Леголас доброволно се включва като представител на елфите.
По време на пътешествието на Задругата, Леголас върви най-накрая заради острият си взор.
На Карадрас, елфът върви пъргаво по снега, почти не оставяйки след себе си следи от обувки, докато останалите от дружината мъчно гребат из снега. Когато Гандалф дава съвет, Леголас гласува против преминаването им през Мория. На сутринта, Леголас се сражава в нападението от уарги. След битката събира стрелите си и запазва една повредена.
Докато са в Мория, Гимли и Леголас водят спор (което не е неочаквано, предвид старите спорове между Елфи и Джуджета) – бащата на елфа, Трандуил, някога хвърлил в тъмница бащата на Гимли – Глоин.
Преди да напуснат Лотлориен, на Леголас е даден лъкът на Галадримите, по-дълъг и по-красив от неговия, който по-късно използва, стреляйки по Назгул с единствен изстрел в тъмното, докато плават по Андуин.
Леголас и Арагорн пеят прощална песен за падението на Боромир при Амон Хен. Оттам елфът тръгва заедно с Арагорн и Гимли в преследване на орките, отвлекли хобитите Мери и Пипин. Преследват ги няколко дни през Рохан, където получава сив кон – Арод на който яздат заедно с Гимли.
В гората Ветроклин, Леголас, Арагорн и Гимли се събират отново с Гандалф, вече Гандалф Белия. Магьосникът предава съобщения на всеки от тях от лейди Галадриел:
Леголас Зеленолист, рожба на горите,
радостно до днес живя. Бягай от вълните!
Ако чуеш да крещят чайки над морето,
няма да намери мир в лес зелен сърцето.
В битката при Рогоскал, Леголас и Гимли си устройват състезание за повалени орки в което Гимли побеждава (42 на 43, съответно). Но Леголас не завижда, казвайки: „Но не ми се свиди първенството, толкова се радвам да те видя на крак!“
В Рохан, той и Гимли следват Арагорн, Еладан и Елрохир – синове на Елронд, по Пътят на Мъртвите. Конят му, Арод, отказва да влезе и Леголас го успокоява. Дружината им продължава с Еладан последен, но Леголас се обръща и вижда Мъртвите да следват Сивия отряд.
„Мъртвите ни следват. Виждам силуети на хора и коне, бледи знамена като парцаливи облаци и копия като храсталаци в мъглива зимна нощ. Мъртвите ни следват.“
Леголас и Отрядът се сражават в Битката на Пеленорските поля. След битката с Гимли влизат в Минас Тирит, пеейки елфическа песен. Докато върви изказва мислите си, че на мястото му трябват повече градини. Срещат принц Имрахил в Домовете на изцелението, където си припомня за крясъците на чайките в Пеларгир и пее песен за влечението си към морето:
Потоци сребърни текат от Селос до Еруй
в зелените поля на Лебенин!
Висока е тревата там. Морето праща лъх,
та лилиите бели да трептят,
камбанки златни да сведат малос и алфирин
в зелените поля на Лебенин.
Морето праща лъх!
След победата при Минас Тирит, Леголас заедно с всички сили на Гондор и Рохан тръгва към Черната порта, за да предизвикат Саурон и по този начин да дадат шанс на Фродо да унищожи пръстена.

### След Войната
След унищожението на Единствения и падението на Саурон, Леголас остава за коронацията на Арагорн II Елесар и венчавката му с Арвен Вечерницата.
По-късно, Леголас и Гимли отново посещават Шлемово усое и пещерите зад него – Агларонд или Блестящите пещери. След това посещават и Ветроклин.
След тези събития Леголас, заедно с други елфи от Мраколес, се установяват в Итилиен.
След смъртта на Арагорн през 120 г. от Четвъртата епоха, Леголас построява сив кораб и отплава отвъд Морето. Според легендите той взел със себе си своя приятел Гимли. „И когато този кораб отминал, в Средната земя дошъл краят на Задругата на Пръстена“.

## Етимология
Името Legolas е на силванически (Silvan) диалект от синдаринската дума Laegolas, означаваща „зелен лист“ („green leaf“). Съставена е от синдаринската дума laeg („green“; „зелен“) и golas („листак, шума“, сборна форма на las(s) „leaf“; „листо“)
Преводът на Куеня е Laiqualassë

## Герой
Въпреки че живеел между тях, Леголас не е изцяло Елф Силван. Като син на Елфическия крал Трандуил, който по произход е от Дориат, Леголас е поне наполовина Елф Синдарин; произхода на майка му е неизвестен. Това се усложнява от факта, че малка част от Елфите Синдарин, към която Леголас принадлежи, („Grey Elves“, „Сиви елфи“) управлявали по-голямата част от Елфите Силван от Горското царство в Северен Мраколес („Горски елф“, Woodland Elves, „Wood-elves“, „East-elves“).
Както всички Елфи, Леголас имал голямо уважение и признателност към природата. Когато Задругата напуска Гората Ветроклин, той желае да се върне поне още веднъж, за да изследва нейните чудеса.
По време на цялото пътешествие на Задругата и борбата със Саурон, Леголас прави впечатление със своята добронамереност, търпение, спокойствие и храброст, а също и с елегантност и невероятни бойни умения. Привързва се дълбоко към приятелите си и се грижи за тях, дори към Джуджето Гимли, въпреки че Джуджета и Елфи почти никога не са показвали привързаност едни към други в Средната земя. Поради своята възраст, Леголас понякога покровителства смъртните около него.
Ловък стрелец и съвсем нелош боец в близък бой, елфът успява да се справи с огромен брой орки както в Мория, така и в битките при Шлемово Усое и обсадата на Гондор, а освен това запазва присъствие на духа и в най-тягостни ситуации като срещи с Назгул или армии немъртви. Единствено при срещата с Балрога, огненият демон от мините на Хазад-дум, Леголас показва чувство на ужас. 

## Умения и способности
Като Елф, Леголас притежава способности типични за народа му. Може да ходи безшумно по трева и сняг, не оставяйки следи, позволявайки му да се придвижва безпроблемно. Зрението му е по-остро от това на всеки Човек, вижда на големи разстояния и в тъмното. Може да спи докато върви, което му помага да измине 45 левги за по-малко от 4 дни с Арагорн и Гимли. Опитомява буйни коне само с няколко думи, без да са необходими юзди или седла.
Елфът също така демонстрира невероятни ловкост и пъргавост, той е майстор в стрелбата с лък, изключителен воин в ръкопашен бой.

## Оръжия
Леголас използва Елфически лък, както и дълъг бял кинжал. В Лотлориен му е даден лъкът на Галадримите, който е по-дълъг и по-издръжлив.
Във филмовите адаптации Леголас използва два кинжала, които носи на гърба си, под колчана със стрели.
В „Хобит: Пущинакът на Смог“ и „Хобит: Битката на Петте армии“, освен обичайните му оръжия, Леголас използва и Елфическият меч „Оркрист“ или „Гоблиносекач“, изкован в Гондолин, който по-късно връща на Торин.

## Адаптации
Във филмовите адаптациии на „Властелинът на пръстените“ и „Хобит“, направени от Питър Джаксън, Леголас е изигран от английския актьор Орландо Блум.